# 玫瑰线

七个瓣的玫瑰线

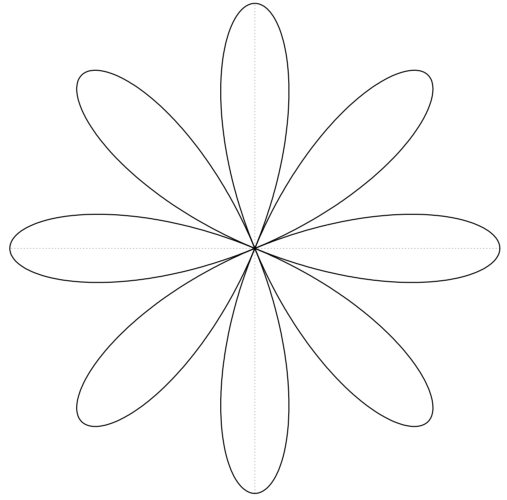
八个瓣的玫瑰线（k=4）

各种各样的玫瑰线

玫瑰线是极坐标系中的正弦曲线，可以用以下的方程来表示：
{\displaystyle \!\,r=\cos(k\theta ).}
如果k是偶数，玫瑰线就有2k个瓣，如果k是奇数，则有k个瓣。
如果k是有理数，玫瑰线就是封闭的，其长度有限。如果k是无理数，则曲线不是封闭的，长度为无穷大。在这种情况下，玫瑰线的图形便形成了一个稠密集。
由于对于所有的{\displaystyle \theta }，都有：
{\displaystyle \sin(k\theta )=\cos \left(k\theta -{\frac {\pi }{2}}\right)=\cos \left(k\left(\theta -{\frac {\pi }{2k}}\right)\right)}
因此由以下方程所确定的玫瑰线 
{\displaystyle \,r=\sin(k\theta )}和{\displaystyle \,r=\cos(k\theta )}
除了角度的不同以外，是全等的。

## 面积
由以下方程所确定的玫瑰线
{\displaystyle r=a\cos(k\theta )\,}
其中k是正整数，具有面积：
{\displaystyle {\frac {1}{2}}\int _{0}^{2\pi }(a\cos(k\theta ))^{2}\,d\theta ={\frac {a^{2}}{2}}\left(\pi +{\frac {\sin(4k\pi )}{4k}}\right)={\frac {\pi a^{2}}{2}}}
如果k是偶数；
{\displaystyle {\frac {1}{2}}\int _{0}^{\pi }(a\cos(k\theta ))^{2}\,d\theta ={\frac {a^{2}}{2}}\left({\frac {\pi }{2}}+{\frac {\sin(2k\pi )}{4k}}\right)={\frac {\pi a^{2}}{4}}}
如果k是奇数。
相同的公式也适用于以下形式的玫瑰线：
{\displaystyle r=a\sin(k\theta )\,}